# Síakrobatika
A síakrobatika (vagy szabadstílusú sí, freestyle sí) három sí szakág (nem hivatalos, de általánosan használt megnevezéseik szerint: "oldschool", "newschool" és síkrossz) összefoglaló elnevezése. Versenyszámai a síakrobatika-ugrás (aerials), bucka (moguls), síbalett (acroski), síkrossz, sí-félcső, sí-slopestyle, sí-negyedcső és a sí-bigair. Ezek közül az ugrás, a mogul, a síkrossz, a félcső, a slopestyle és a big air olimpiai versenyszám.

## Története
A síakrobatikát 1950. körül az olimpiai aranyérmes Stein Eriksen fejlesztette ki. A Nemzetközi Síszövetség (FIS) 1979-ben ismerte el, mint szakágat és alkotta meg szabályait. Az első  FIS Freetsyle Világkupát 1980-ban rendezték. Az első világbajnokságot 1986-ban Tignes-ben, Franciaországban tartották. Az 1988. évi téli olimpiai játékokon mutatkozhatott be, mint bemutató sportág (többek között az azóta eltűnt síbalett (acroski) is). Az 1992. évi téli olimpiai játékokon buckasíben (mogul) már érmet is osztottak. A síakrobatika az 1994. évi téli olimpiai játékokon szerepelt először a programban. Síkrosszban a 2010. évi téli olimpiai játékokon, sí-slopestyleban és sí-félcsőben a 2014. évi téli olimpiai játékokon mérhették össze tudásuk először a versenyzők.

## Felszerelés
A "Newschool" szakágban (félcső, negyedcső, slopestyle, bigair) twin-tip síléceket használnak. Az "oldschool" buckákon és akrobatikában a mogul lécek a legelterjedtebbek. A síkrosszhoz speciálisan tervezett versenyléceket fejlesztettek. A síkötések ma már többnyire a sícipőhöz rögzített platni-kötések, amelyek esés esetén bármely irányban kioldanak.